# 3C 75
3C 75 é um quasar localizado na constelação de  Cetus.